# 페테르 부다이
페테르 부다이(슬로바키아어: Peter Budaj, 1982년 9월 18일~)는 슬로바키아의 은퇴한 아이스하키 선수로 포지션은 골텐더이다. 내셔널 하키 리그(NHL)의 콜로라도 애벌랜치, 카나디앵 드 몽레알, 로스앤젤레스 킹스, 탬파베이 라이트닝 소속으로 뛰었다.
국제 대회에 슬로바키아 국가대표팀 소속으로 참가하였으며, 올림픽에 3회(2006년, 2010년, 2014년) 참가했다.

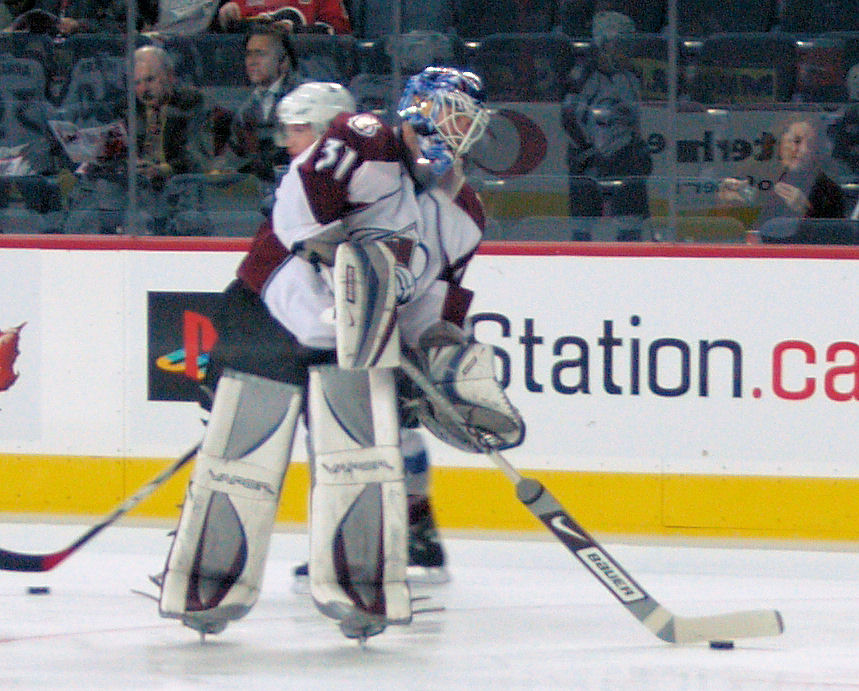
2007년 콜로라도 애벌랜치 소속 시절의 부다이